# Saint-Thomas, Haute-Garonne

Saint-Thomas este o comună în departamentul Haute-Garonne din sudul Franței. În 2009 avea o populație de 568 de locuitori.

## Evoluția populației
| An        | 1975 | 1982 | 1990 | 1999 | 2006 | 2009 |
| --------- | ---- | ---- | ---- | ---- | ---- | ---- |
| Populație | 267  | 287  | 362  | 472  | 544  | 568  |